# Wildpoldsried
Wildpoldsried es un municipio situado en el distrito de Alta Algovia, en el estado federado de Baviera (Alemania), con una población a finales de 2016 de unos 2574 habitantes.
Se encuentra ubicado al suroeste del estado, en la región de Suabia, cerca de la frontera con Austria y de la orilla del río Iller —un afluente del Danubio por su margen derecha—.